# Red (canción de Taylor Swift)
«Red» —en español: «Rojo»— es una canción interpretada por la cantante y compositora estadounidense Taylor Swift e incluida en el disco homónimo de 2012, su cuarto álbum de estudio. Swift la compuso por sí misma y la produjo con ayuda de Dann Huff y Nathan Chapman. Musicalmente es una canción pop rock con influencias de la música country. Su letra habla sobre un romance pasado y, en palabras de la artista, sobre «la clase de relación que tiene tanto las mejores cosas como las peores al mismo tiempo». Originalmente, Big Machine Records, disquera de la cantante, lanzó la canción como segundo sencillo promocional el 2 de octubre de 2012, pero el 24 de junio de 2013 se convirtió en el quinto sencillo del álbum.
«Red» contó con un buen recibimiento comercial en las listas de popularidad. En Estados Unidos logró llegar al sexto puesto de la lista Billboard Hot 100, a los segundos del Digital Songs y el Hot Country Songs y al primero del Country Digital Songs. El 13 de abril de 2013, la RIAA le otorgó un disco de platino luego de que el sencillo vendiera más de un millón copias digitales en el país. En los conteos de Australia, Canadá y España se posicionó en los puestos 30, 5 y 46, respectivamente. En Francia alcanzó el puesto 103 de la lista, siendo esta su posición más baja. Por otro lado, recibió comentarios variados por parte de los críticos musicales. Mientras que algunos elogiaron las habilidades de compositora de Swift y el uso de elementos country en la pista, otros criticaron su producción, especialmente el gancho del estribillo.
Para su promoción, Swift interpretó la canción en varias ocasiones; durante 2012 la cantó en diferentes programas de televisión como, por ejemplo, Good Morning America, The Late Show with David Letterman, The Ellen DeGeneres Show, entre otros. En 2013, «Red» fue incluida en el repertorio del The Red Tour, tercera gira musical de la cantante, y un vídeo musical para el tema se estrenó el 3 de julio en la cuenta oficial de VEVO de Swift en YouTube. El mismo contó con una escasa pero positiva recepción por parte de los críticos, quienes lo llamaron «refrescante» y «energético». Además, en los CMA Awards de ese año, la intérprete cantó una versión acústica del tema con ayuda de Alison Krauss, Vince Gill, Sam Bush, Edgar Meyer y Eric Gardner. El 8 de octubre, dos días después, aquella presentación de «Red» estuvo disponible en iTunes.

## Antecedentes y lanzamiento
| «Escribí esta canción sobre el hecho de que algunas cosas son difíciles de olvidar porque las emociones involucradas son demasiado intensas y, para mí, una emoción intensa es roja». —Taylor Swift. |

Taylor Swift escribió «Red» por su propia cuenta y se encargó de producirla junto con Dann Huff y Nathan Chapman. Las sesiones de grabación estuvieron a cargo de Steve Marcantonio y se realizaron en los estudios Blackbird en Nashville, Tennessee. En octubre de 2012, la cantante declaró para la revista Billboard que la canción representó un cambio radical en el desarrollo del álbum. Explicó: «Cuando escribí esa canción mi cabeza empezó a vagar por todos los lugares a los que podíamos ir. Si fuera a pensar bastante fuera de la caja, relacionarme con gente diferente, podría aprender de ellos y hacer que lo que ellos hacen se pegue a mí así como hacer que lo que yo hago se pegue a ellos». Asimismo, Swift había explicado dos meses atrás que todos los sentimientos que experimentó durante los últimos dos años mientras escribía el álbum, como «amor intenso, frustración intensa, celos, confusión, todo eso», las identifica con el color rojo, por lo que decidió nombrar al álbum como a la canción.
El 1 de octubre de 2012, la compositora estrenó un avance de la canción a través de un videoclip durante el programa matutino estadounidense Good Morning America. Sam Lansky de Idolator dijo que «Red» muestra una distancia entre Swift y el sonido «pop rock prístino» de «We Are Never Ever Getting Back Together»; además señaló que tenía más parecidos con «Ours» y «Picture to Burn» que con temas de sus álbumes Taylor Swift (2006) y Fearless (2008). Al día siguiente, luego de que la canción estuviera disponible en iTunes, Lansky declaró que, aunque el avance «sonó un poco desordenado», «la versión completa coloca el estribillo en un contexto de unas palabras prolijas que funcionan sorprendentemente bien juntas». Desde entonces, «Red» estuvo disponible como sencillo promocional del álbum hasta que el 24 de junio de 2013 la disquera de la cantante decidió lanzarla como quinto sencillo oficial de Red. El formato físico del sencillo estuvo disponible por tiempo limitado en la tienda oficial de Swift y, actualmente, su descarga digital como canción individual ha sido descontinuada en iTunes.

## Composición
«Red» es una canción pop rock con elementos de la música country y el twang, utiliza banyos y guitarras twangy y posee un ritmo «aeróbico» que proporciona una base sólida a la melancólica voz de Swift. Joseph Hudak de Country Weekly notó que el banyo en la pista es «el único rastro fácilmente discernible de un instrumento country tradicional» en el álbum. Según las partituras publicadas por Sony/ATV Music Publishing en el sitio Musicnotes, «Red» se encuentra en un compás de cuatro cuartos con un tempo moderado de 126 pulsaciones por minuto. Está compuesta en la tonalidad de mi mayor y sigue una progresión armónica basada en la-do sostenido menor-si cuarta-si para sus estrofas y si-la-mi-si para sus estribillos; la voz de Taylor abarca un registro desde fa3 sostenido hasta do5 sostenido. 

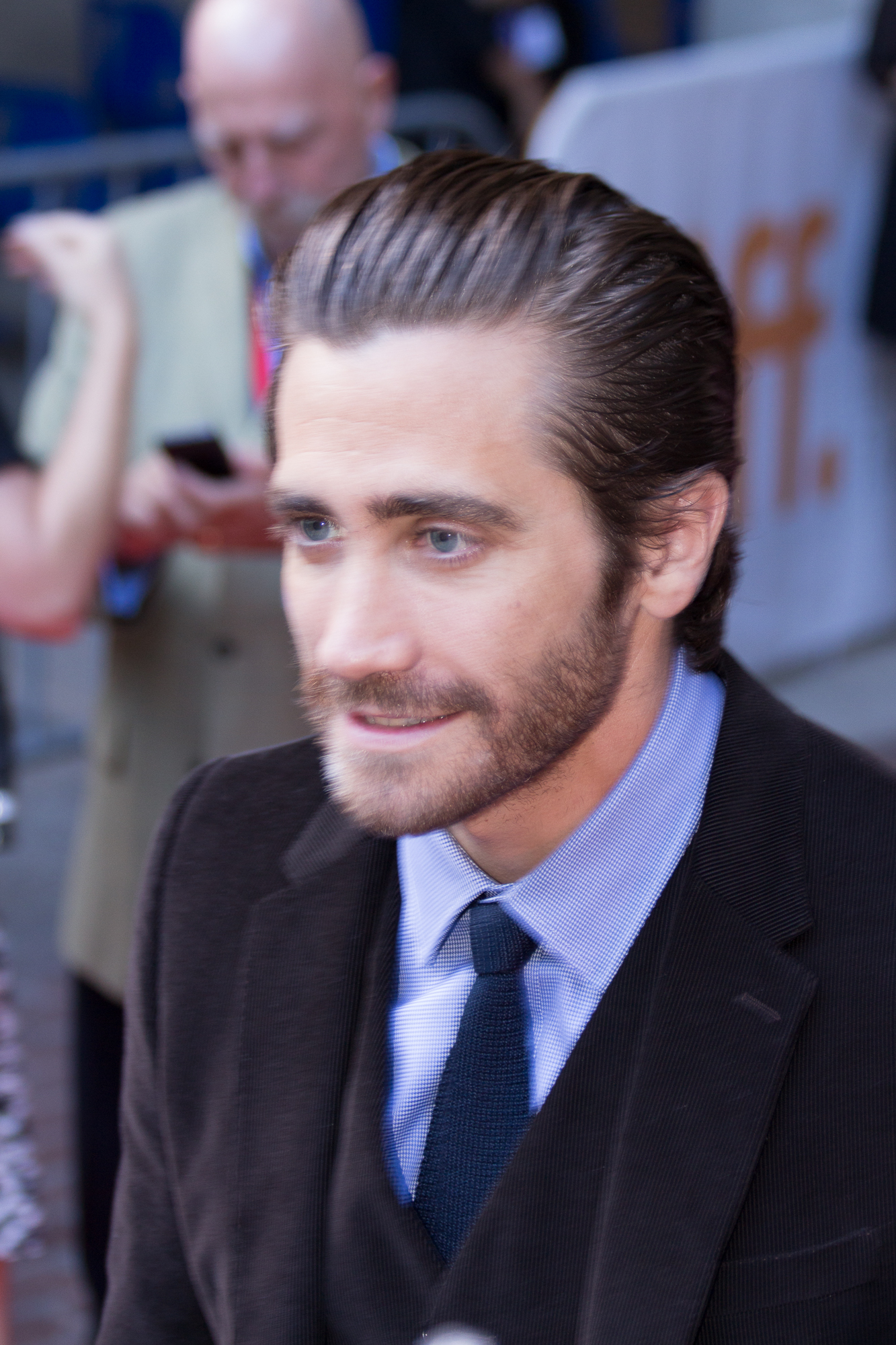
Tras su lanzamiento, los medios de comunicación vincularon «Red» con Jake Gyllenhaal, exnovio de la escritora.

La canción trata sobre un romance pasado, implementa «coloridas» imágenes sensoriales y, según John Schulze de Examiner.com, «colorea el espectro de una emoción durante los altos y bajos del amor». Según Taylor, habla sobre «la clase de relación que tiene tanto las mejores cosas como las peores al mismo tiempo y es por eso que no puedes olvidarla»; también explicó que trata de «colorear diferentes emociones de diferentes colores», tanto las felices como las furiosas. Mientras que su producción evoca a su sencillo «Love Story» de 2008, su letra es «más dolorosa y frustrada que cualquiera de esos clichés de cuentos de hadas». Jessica Zaleski de Crushable declaró que el tema es sobre Jake Gyllenhaal, actor y exnovio de la cantante, al hacer una relación entre el mensaje oculto en la letra de la canción —«Sag», abreviación para sagitario— y el signo zodiacal del actor. Billy Dukes de Taste of Country hizo esta misma relación con el mensaje y agregó que también podría ser una abreviación para Screen Actors Guild, premios a los que el actor estuvo nominado.
Para captar la atención del oyente desde el principio, «Red» comienza con una metáfora sobre una relación ligera que «se estrella y se consume». Las estrofas muestran diversas analogías en versos como, por ejemplo, «Acariciarlo era como darte cuenta de que todo lo que siempre quisiste, estuvo ahí mismo, delante de ti». Una instrumentación poco «orgánica» basada en arreglos de teclado y un riff de buzuki acompañan al estribillo donde Swift canta: «Perderlo fue azul, como nunca hubiera imaginado/Extrañarlo fue gris oscuro, completamente solitario/Olvidarlo fue como intentar pensar en alguien que nunca conociste/Pero amarlo fue rojo». El mismo es una metáfora que describe el peligro de vivir con «el corazón expuesto». Después, la voz de Taylor cambia la ambientación country al cantar «Re-e-e-ed» con efectos electrónicos de tartamudeo para acentuar el estribillo. Jessica Sager de PopCrush y Andrew Unterberger de Popdust describieron esta pequeña parte como «robótica»; Sager la llamó «más molesta que entrañable» y Unterberger señaló una similitud con los trabajos de la banda The Black Eyed Peas. A medida que «Red» avanza, su letra llega hasta el puente que dice «Recordarlo vuelve en escenas retrospectivas, y en ecos/Me digo a mí misma que ya es hora de dejarlo marchar»; en esta sección, la canción desarrolla la imposible idea de olvidar la relación. De esta manera, Taylor «captura aquel sentimiento y lo dispersa»  a través de ella. Finalmente concluye con la repetición de la metáfora inicial: «Amarlo es como conducir un Maserati nuevo, por un callejón sin salida».

## Comentarios de la crítica
«Red» recibió comentarios variados, en su mayoría positivos, por parte de los críticos musicales. El redactor de Los Angeles Daily News, Sam Gnerre, alabó la voz de la cantante y lo llamó «una de sus melodías más pegadizas». Grady Smith de Entertainment Weekly se burló del tema de la pista al decir que «si vamos a entrar en una temática de colores para toda una canción, necesitamos más manchas que solo rojo, azul y gris oscuro». Jessica Sager de PopCrush la calificó con tres estrellas de cinco y dijo que el country y el twang en la canción son «lo suficiente para apaciguar a los admiradores country» de la cantante. Por otro lado, criticó el tartamudeo post estribillo por parecer un exceso y ser un intento de «vender todo a todos». Amy Sciarretto del mismo sitio web comentó que el «acelerado» estribillo muestra un «matiz diferente de ella». Marc Hogan de Spin sintió que los diversos elementos mezclados —como el ritmo four-on-the-floor, el twang, los efectos electrónicos vocales, entre otros— produjeron un «bizarro número de bases». Rolling Stone notó que la canción está mucho más «influenciada por el country» que el primer sencillo del disco y comentó que la letra es «sencilla pero efectiva».
La revista Billboard dijo que «para algunos, es un ultimátum, pero otros pueden encontrarlo como un detalle atrevido». Chris Willman de The Hollywood Reporter observó que es «una de las pocas canciones en el álbum que está verdaderamente preparada para una remezcla para una radio country». Stephanie Marcus, editora del periódico en línea The Huffington Post, comentó que «Red» es una de las pistas «más pegadizas» del álbum y bromeó sobre su letra al decir: «Si Swift estaba esperando que los oyentes se relacionen con sus canciones [...] probablemente no van a resonar, ya que muchos de sus admiradores no tienen la edad suficiente para conducir». Billy Dukes de Taste of Country le otorgó cuatro estrellas y media de cinco, elogió las habilidades de compositora de Swift por su manera de «jugar con los colores» y declaró que contiene la mejor letra de Red. Sin embargo, agregó que la poco orgánica producción durante estribillo «evita que este sencillo sea una canción country perfecta» y que aunque posteriormente suena «alarmante», «no es tan ofensivo como para evitar que uno disfrute de su historia». En otra ocasión, Dukes coronó nuevamente la letra de «Red» como la mejor del disco destacando su estribillo:

«La pista principal del álbum Red de Taylor trabaja con "State of Grace" para preparar la melodía del proyecto entero. Lo que sigue son catorce canciones llenas de letras de amor, pérdida y optimismo nuevo. El número uno en la lista de las mejores letras de Red de Taylor Swift usa una metáfora común para capturar el peligro de una vida vivida con el corazón expuesto. Las mejores ideas siempre parecen ser tan fáciles».

Lewis Corner de Digital Spy la describió como «un himno de banyo twang que enumera los colores de sus emociones» con «grandes ganchos pop» y Chase Hunt de Examiner.com, como «una melodía soft rock bastante pobre». Para John Schulze, escritor en el mismo sitio que Hunt, es una «analogía musical poderosa y persuasiva que colorea el espectro de las emociones» y loó su letra al llamarla «potente y evocadoras». Robert Silva, guía en la edición country del sitio web About.com, comentó que «las analogías se desenroscan como serpientes» y la calificó con cuatro estrellas de cinco sobre lo pop, tres de cinco sobre lo country y sobre la pista en sí. Andrew Unterberger de Popdust dio una reseña negativa de «Red» porque «se ahoga un poco en su repetitiva y densa producción, lo que la priva de la dinámica necesaria para aceptar una canción como esta». Si bien describió el gancho de su estribillo como «una atrocidad al límite, muy poco creativo e inapropiado», comentó que su letra es «nítida e incisiva». Unterberger concluyó su crítica diciendo que la canción fue decepcionante pero no un fracaso completo. Mientras que Jonathan Keefe de Slant Magazine comentó que el exceso de analogías y metáforas vulgares, desbordadas e indefendibles de «Red» es una decepción, el revisor SowingSeason del sitio web Sputnikmusic dijo que su estribillo remarcado electrónicamente es bueno pero no lo suficiente como para «alojarlo en tu memoria».

## Promoción

### Vídeo musical
Su vídeo musical fue dirigido por Kenny Jackson y se estrenó el 3 de julio de 2013 en la cuenta oficial de VEVO de la cantante en YouTube. El vídeo consiste en videoclips filmados durante la tercera gira musical de la cantante. Mientras que Christopher Rogers de Hollywood Life lo describió como «refrescante» por ser una «clara desviación de los anteriores vídeos de Taylor» sobre sus relaciones amorosas, Peter Gicas de E! lo llamó «energético» y «divertido para mirar». Gicas también dijo que ahora las personas podrán ver lo que se están perdiendo del concierto gracias al vídeo.

### Presentaciones en vivo

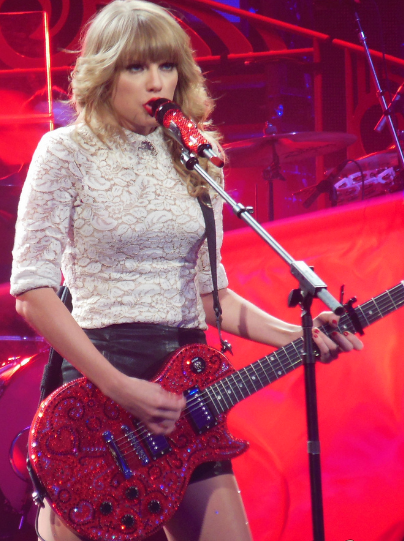
Swift, cantando el sencillo en el Scottrade Center, San Luis, en marzo de 2013.

El 7 de octubre de 2012, Taylor Swift cantó «Red» por primera vez en vivo en los BBC Radio 1's Teen Awards de ese año. La presentación se llevó a cabo en la Wembley Arena, Londres, y el repertorio incluyó además «You Belong with Me», «Love Story», de su álbum Fearless,  y el primer sencillo de Red. Un día después del lanzamiento del disco, Swift hizo una aparición en el Rockefeller Center para Good Morning America, donde cantó la canción junto con «We Are Never Ever Getting Back Together». El mismo día, brindó una entrevista al programa nocturno The Late Show with David Letterman y posteriormente cantó «Red». Taylor interpretó el mismo repertorio de Good Morning America dos días después, el 25 de octubre, en The Ellen DeGeneres Show; para soportar la mayor cantidad de personas presentes, la presentación se realizó fuera de los estudios. El 5 de noviembre, un vídeo de la artista interpretando el tema desde Nueva York fue subido a su cuenta oficial de VEVO en YouTube. El 27 del mismo mes, Swift interpretó una versión acústica de la canción durante una entrevista en el programa estadounidense Today, junto con «We Are Never Ever Getting Back Together» y «I Knew You Were Trouble». En un concierto privado en Francia, después de presentarse en los NRJ Music Awards de 2013, abrió la presentación con «Red» y siguió cantando «Love Story», «You Belong with Me», «22», «I Knew You Were Trouble» y «We Are Never Ever Getting Back Together».
En 2013, «Red» fue incluida en las listas de canciones del The Red Tour de la cantante. El 5 de junio, Taylor presentó la canción en los CMT Music Awards 2013, premios en los cuales tuvo una nominación como vídeo femenino del año, y al día siguiente se presentó en CMA Music Festival para volver a cantarla. Además de «Red», Swift interpretó «Highway Don't Care» junto con Tim McGraw y Keith Urban. El 6 de noviembre de aquel año, la intérprete asistió a los CMA Awards donde cantó una versión acústica del tema y recibió dos galardones por su colaboración con McGraw y Urban en «Highway Don't Care» y el CMA Pinnacle Award de la noche. La presentación contó con el apoyo de dos de los cantantes favoritos de Swift, Alison Krauss y Vince Gill, haciendo armonías vocales, Sam Bush en el bandolín, Edgar Meyer en el bajo acústico y Eric Gardner en la percusión. Mientras que los músicos estuvieron distribuidos en forma de semicírculo sobre el escenario oscurecido, la cantante vistió un vestido negro largo y se maquilló con brillo labial rojo. Antes de la presentación, la escritora del tema declaró:

«En verdad quería presentar "Red" de una manera distinta, porque la canción es completamente una cosa si la escuchas producida en la radio, y entonces será una canción completamente si escuchas la manera en la que vamos a hacerla. Sabía que con el fin de mostrar una parte diferente, una parte más emocional de la canción, quería traer artistas que trajeron su propia llama a todo por completo...Vince Gill y Alison Krauss, ambos son mis grandes héroes. La música que hicieron me ha influenciado tanto, por eso compartir el escenario con ellos va a ser —estoy segura— una genial alteración en mi vida».

Durante la presentación, artistas como Mick Jagger y Julia Roberts aclamaron a la cantante. La interpretación de «Red» de aquella noche estuvo disponible dos días después en iTunes y además recibió críticas positivas. Emily Longeretta, reportera de Hollywood Life, dijo que, aunque Swift no lució «llamativa», se mantuvo «humilde y fiel a sí misma» y «muy agradecida» por tocar con sus ídolos. Por otro lado, Andrew Gruttadaro de la misma publicación comentó que fue «sexy» y «magnífica» y declaró que la cantautora «iluminó el escenario» con esa versión de «Red». Agregó que fue uno de los mejores actos de la noche aunque no lo utilizara para insultar a alguno de sus exnovios. Cuando escribió para Taste of Country, Amy Sciarretto describió la presentación como innegablemente «impresionante y dolorosamente hermosa» y destacó las armonías entre Taylor y Alison desde el puente hasta la coda. También remarcó el sentido artístico de Swift, su «increíble fuerza» como compositora y su lealtad hacia el country. Whitney Self de Country Music Television dijo: «Swift orquestó uno de los momentos más dramáticos y cautivadores de la noche con una interpretación estelar de su sencillo vendedor de multi-platino, "Red"».

## Formatos
- Descarga digital

| «Red» — Sencillo |        |          |  |
| N.º              | Título | Duración |  |
| 1.               | «Red»  | 3:43     |  |

| «Red» (2013 CMA Awards Performance) — Sencillo |                                                                            |          |  |
| N.º                                            | Título                                                                     | Duración |  |
| 1.                                             | «Red» (con Alison Krauss, Edgar Meyer, Eric Darken, Sam Bush y Vince Gill) | 3:46     |  |

## Posicionamiento en las listas

### Semanales
| País           | Lista                     | Mejor posición |           |
| 2012-2013      | 2012-2013                 | 2012-2013      | 2012-2013 |
| -------------- | ------------------------- | -------------- | --------- |
| Australia      | Australian Singles Chart  | 30             |           |
| Canadá         | Canadian Hot 100          | 5              |           |
| Escocia        | Scottish Singles Chart    | 22             |           |
| España         | Spanish Singles Chart     | 46             |           |
| Estados Unidos | Billboard Hot 100         | 6              |           |
| Estados Unidos | Digital Songs             | 2              |           |
| Estados Unidos | Hot Country Songs         | 2              |           |
| Estados Unidos | Country Airplay           | 6              |           |
| Estados Unidos | Country Digital Songs     | 1              |           |
| Estados Unidos | Country Streaming Songs   | 6              |           |
| Estados Unidos | Radio Songs               | 29             |           |
| Francia        | French Singles Chart      | 103            |           |
| Irlanda        | Irish Singles Chart       | 25             |           |
| Nueva Zelanda  | New Zealand Singles Chart | 14             |           |
| Reino Unido    | UK Singles Chart          | 25             |           |

### Certificaciones
| País           | Organismo certificador | Certificación | Ventas certificadas | Simbolización | Ref.   |
| -------------- | ---------------------- | ------------- | ------------------- | ------------- | ------ |
| Australia      | ARIA                   | Oro           | 35 000              | ●             | [ 79 ] |
| Estados Unidos | RIAA                   | Platino       | 500 000             | ▲             | [ 13 ] |

### Anuales
| País           | Lista                 | Posición |
| 2013           | 2013                  | 2013     |
| -------------- | --------------------- | -------- |
| Estados Unidos | Country Airplay       | 43       |
| Estados Unidos | Hot Country Songs     | 44       |
| Estados Unidos | Country Digital Songs | 45       |

## Créditos y personal
- Guitarra acústica, percusión – Nathan Chapman
- Guitarra de cordaje metálico – Paul Franklin
- Banyo – Ilya Toshinskiy, Nathan Chapman
- Bajo – Jimmie Sloas
- Buzuki – Dann Huff
- Chelo, fídula – Jonathan Yudkin
- Coordinación (coordinador de producción) – Jason Campbell, Mike Griffith
- Batería – Aaron Sterling
- Edición (editor digital) – Dann Huff
- Guitarra eléctrica – Dann Huff, Tom Bukovac
- Piano vertical, sintetizador, órgano – Charlie Judge
- Masterización – Hank Williams
- Mezcla – Justin Niebank
- Mezcla (asistente) — Drew Bollman
- Producción –Dann Huff, Nathan Chapman, Taylor Swift
- Grabación – Steve Marcantonio
- Grabación (asistente) – Seth Morton
- Voz, composición – Taylor Swift

Fuentes: Discogs.

## Red (Taylor's Version)
El 6 de agosto de 2021, Swift anunció que una versión regrabada de «Red», titulada «Red (Taylor's Version)», se incluiría como la segunda pista de su segundo álbum regrabado Red (Taylor's Version), que fue lanzado el 12 de noviembre de 2021 a través de Republic Records. Swift publicó un fragmento de la pista regrabada a través de su Instagram el 23 de octubre.

### Posicionamiento en listas
| Listas (2021)                      | Mejor posición |
| ---------------------------------- | -------------- |
| Australia (ARIA)                   | 12             |
| Canadá (Canadian Hot 100)          | 12             |
| Corea del Sur Download (Gaon)      | 170            |
| Corea del Sur BGM (Gaon)           | 96             |
| Estados Unidos (Billboard Hot 100) | 25             |
| Estados Unidos (Hot Country Songs) | 5              |
| Global 200 (Billboard)             | 13             |
| Irlanda (IRMA)                     | 9              |
| Malasia (RIM)                      | 13             |
| Nueva Zelanda (Recorded Music NZ)  | 15             |
| Reino Unido (UK Singles Chart)     | 22             |
| Singapur (RIAS)                    | 4              |
| Sudáfrica (RISA)                   | 78             |